# Эстерлейн, Эдуард Яковлевич
Эдуард Яковлевич Эстерлейн (род. 1935) — российский политический деятель. Заслуженный строитель СССР (1990).

## Биография
Родился 20 июля 1935 г. в селе Вейганд Зельманского кантона АССР немцев Поволжья.
Трудовую деятельность начал в 1956 году в системе угольной отрасли Караганды.
Окончил в 1983 г. Карагандинский политехнический институт (специальность — горный инженер-строитель). Окончил Алма-Атинский институт народного хозяйства, Академию народного хозяйства при Совете Министров СССР.
С 1987 по 1992 гг. работал начальником комбината «Якутуглестрой». С 1992 по 1996 гг. являлся главой администрации г. Нерюнгри.
В 1993 г. избран депутатом Совета Федерации первого созыва от Республики Саха (Якутия).